# Coppa Italia 1978/79
Die Coppa Italia 1978/79, den Fußball-Pokalwettbewerb für Vereinsmannschaften in Italien der Saison 1978/79, gewann Juventus Turin. Juve traf im Finale auf den SSC Palermo und konnte die Coppa Italia zum sechsten Mal gewinnen. Mit 2:1 nach Verlängerung setzte sich die Mannschaft von Trainer Giovanni Trapattoni durch. Man wurde Nachfolger von Inter Mailand, das sich im Vorjahr gegen den SSC Neapel durchgesetzt hatte, diesmal aber bereits im Viertelfinale gegen Juventus ausgeschieden war.
Als italienischer Pokalsieger 1978/79 qualifizierte sich Juventus Turin für den Europapokal der Pokalsieger des folgenden Jahres, wo man im Halbfinale gegen den englischen Vertreter Arsenal London ausschied.

## Gruppenphase
Inter Mailand hatte als Titelverteidiger ein Freilos für die 1. Gruppenphase.

### Gruppe 1
| Pl. | Verein           | Sp. | S | U | N | Tore    | Diff. | Punkte |
| --- | ---------------- | --- | - | - | - | ------- | ----- | ------ |
| 1.  | Juventus Turin   | 4   | 3 | 1 | 0 | 006:100 | +5    | 07     |
| 2.  | AC Florenz       | 4   | 1 | 3 | 0 | 004:300 | +1    | 05     |
| 3.  | AC Monza Brianza | 4   | 2 | 0 | 2 | 005:400 | +1    | 04     |
| 4.  | AC Nocerina      | 4   | 0 | 2 | 2 | 001:400 | −3    | 02     |
| 5.  | AS Taranto       | 4   | 0 | 2 | 2 | 001:500 | −4    | 02     |

| 1. Spieltag      |     |                  |
| AC Monza Brianza | 1:0 | AC Nocerina      |
| AS Taranto       | 1:1 | AC Florenz       |
| 2. Spieltag      |     |                  |
| AC Florenz       | 3:2 | AC Monza Brianza |
| Juventus Turin   | 2:0 | AS Taranto       |
| 3. Spieltag      |     |                  |
| AC Florenz       | 0:0 | Juventus Turin   |
| AC Nocerina      | 0:0 | AS Taranto       |
| 4. Spieltag      |     |                  |
| AC Monza Brianza | 0:1 | Juventus Turin   |
| AC Nocerina      | 0:0 | AC Florenz       |
| 5. Spieltag      |     |                  |
| Juventus Turin   | 3:1 | AC Nocerina      |
| AS Taranto       | 0:2 | AC Monza Brianza |

### Gruppe 2
| Pl. | Verein            | Sp. | S | U | N | Tore    | Diff. | Punkte |
| --- | ----------------- | --- | - | - | - | ------- | ----- | ------ |
| 1.  | Lazio Rom         | 4   | 2 | 2 | 0 | 003:100 | +2    | 06     |
| 2.  | Lanerossi Vicenza | 4   | 2 | 1 | 1 | 004:300 | +1    | 05     |
| 3.  | AS Bari           | 4   | 2 | 0 | 2 | 003:200 | +1    | 04     |
| 4.  | FC Bologna        | 4   | 0 | 3 | 1 | 002:300 | −1    | 03     |
| 5.  | AC Pistoiese      | 4   | 0 | 2 | 2 | 001:400 | −3    | 02     |

| 1. Spieltag       |     |                   |
| AS Bari           | 0:1 | Lazio Rom         |
| AC Pistoiese      | 1:2 | Lanerossi Vicenza |
| 2. Spieltag       |     |                   |
| FC Bologna        | 0:1 | AS Bari           |
| Lazio Rom         | 0:0 | AC Pistoiese      |
| 3. Spieltag       |     |                   |
| AS Bari           | 2:0 | AC Pistoiese      |
| Lanerossi Vicenza | 1:1 | FC Bologna        |
| 4. Spieltag       |     |                   |
| FC Bologna        | 1:1 | Lazio Rom         |
| Lanerossi Vicenza | 1:0 | AS Bari           |
| 5. Spieltag       |     |                   |
| Lazio Rom         | 1:0 | Lanerossi Vicenza |
| AC Pistoiese      | 0:0 | FC Bologna        |

### Gruppe 3
| Pl. | Verein         | Sp. | S | U | N | Tore    | Diff. | Punkte |
| --- | -------------- | --- | - | - | - | ------- | ----- | ------ |
| 1.  | SSC Palermo    | 4   | 3 | 1 | 0 | 008:400 | +4    | 07     |
| 2.  | Torino Calcio  | 4   | 2 | 0 | 2 | 008:800 | ±0    | 04     |
| 3.  | AC Cesena      | 4   | 1 | 1 | 2 | 007:800 | −1    | 03     |
| 4.  | Brescia Calcio | 4   | 1 | 1 | 2 | 006:700 | −1    | 03     |
| 5.  | Hellas Verona  | 4   | 1 | 1 | 2 | 006:800 | −2    | 03     |

| 1. Spieltag    |     |                |
| SSC Palermo    | 1:1 | Hellas Verona  |
| Torino Calcio  | 3:1 | AC Cesena      |
| 2. Spieltag    |     |                |
| Brescia Calcio | 0:1 | Torino Calcio  |
| AC Cesena      | 1:2 | SSC Palermo    |
| 3. Spieltag    |     |                |
| Torino Calcio  | 1:3 | SSC Palermo    |
| Hellas Verona  | 1:2 | Brescia Calcio |
| 4. Spieltag    |     |                |
| AC Cesena      | 2:0 | Hellas Verona  |
| SSC Palermo    | 2:1 | Brescia Calcio |
| 5. Spieltag    |     |                |
| Brescia Calcio | 3:3 | AC Cesena      |
| Hellas Verona  | 4:3 | Torino Calcio  |

### Gruppe 4
| Pl. | Verein       | Sp. | S | U | N | Tore    | Diff. | Punkte |
| --- | ------------ | --- | - | - | - | ------- | ----- | ------ |
| 1.  | US Catanzaro | 4   | 3 | 1 | 0 | 011:400 | +7    | 07     |
| 2.  | AC Mailand   | 4   | 2 | 1 | 1 | 009:700 | +2    | 05     |
| 3.  | SPAL Ferrara | 4   | 2 | 0 | 2 | 006:600 | ±0    | 04     |
| 4.  | US Lecce     | 4   | 1 | 0 | 3 | 004:700 | −3    | 02     |
| 5.  | US Foggia    | 4   | 1 | 0 | 3 | 002:800 | −6    | 02     |

| 1. Spieltag  |     |              |
| US Catanzaro | 3:1 | US Lecce     |
| SPAL Ferrara | 3:0 | US Foggia    |
| 2. Spieltag  |     |              |
| US Foggia    | 1:2 | US Catanzaro |
| US Lecce     | 2:3 | AC Mailand   |
| 3. Spieltag  |     |              |
| US Catanzaro | 4:0 | SPAL Ferrara |
| AC Mailand   | 3:0 | US Foggia    |
| 4. Spieltag  |     |              |
| US Foggia    | 1:0 | US Lecce     |
| SPAL Ferrara | 3:1 | AC Mailand   |
| 5. Spieltag  |     |              |
| US Lecce     | 1:0 | SPAL Ferrara |
| AC Mailand   | 2:2 | US Catanzaro |

### Gruppe 5
| Pl. | Verein                | Sp. | S | U | N | Tore    | Diff. | Punkte |
| --- | --------------------- | --- | - | - | - | ------- | ----- | ------ |
| 1.  | AC Perugia            | 4   | 2 | 2 | 0 | 007:100 | +6    | 06     |
| 2.  | US Avellino           | 4   | 1 | 3 | 0 | 003:200 | +1    | 05     |
| 3.  | Udinese Calcio        | 4   | 1 | 2 | 1 | 003:200 | +1    | 04     |
| 4.  | Pescara Calcio        | 4   | 1 | 2 | 1 | 003:300 | ±0    | 04     |
| 5.  | Sambenedettese Calcio | 4   | 0 | 1 | 3 | 001:900 | −8    | 01     |

| 1. Spieltag           |     |                       |
| Pescara Calcio        | 1:1 | US Avellino           |
| Udinese Calcio        | 2:0 | Sambenedettese Calcio |
| 2. Spieltag           |     |                       |
| US Avellino           | 1:0 | Udinese Calcio        |
| AC Perugia            | 2:0 | Pescara Calcio        |
| 3. Spieltag           |     |                       |
| Sambenedettese Calcio | 1:1 | US Avellino           |
| Udinese Calcio        | 1:1 | AC Perugia            |
| 4. Spieltag           |     |                       |
| AC Perugia            | 4:0 | Sambenedettese Calcio |
| Pescara Calcio        | 0:0 | Udinese Calcio        |
| 5. Spieltag           |     |                       |
| US Avellino           | 0:0 | AC Perugia            |
| Sambenedettese Calcio | 0:2 | Pescara Calcio        |

### Gruppe 6
| Pl. | Verein           | Sp. | S | U | N | Tore    | Diff. | Punkte |
| --- | ---------------- | --- | - | - | - | ------- | ----- | ------ |
| 1.  | SSC Neapel       | 4   | 2 | 2 | 0 | 004:200 | +2    | 06     |
| 2.  | Sampdoria Genua  | 4   | 2 | 1 | 1 | 007:500 | +2    | 05     |
| 3.  | CFC Genua        | 4   | 1 | 1 | 2 | 005:500 | ±0    | 03     |
| 4.  | Rimini Calcio    | 4   | 1 | 1 | 2 | 007:800 | −1    | 03     |
| 5.  | Atalanta Bergamo | 4   | 1 | 1 | 2 | 006:900 | −3    | 03     |

| 1. Spieltag      |     |                  |
| Atalanta Bergamo | 1:3 | CFC Genua        |
| SSC Neapel       | 1:1 | Sampdoria Genua  |
| 2. Spieltag      |     |                  |
| CFC Genua        | 0:1 | Sampdoria Genua  |
| Rimini Calcio    | 1:2 | SSC Neapel       |
| 3. Spieltag      |     |                  |
| Rimini Calcio    | 2:2 | CFC Genua        |
| Sampdoria Genua  | 4:2 | Atalanta Bergamo |
| 4. Spieltag      |     |                  |
| SSC Neapel       | 0:0 | Atalanta Bergamo |
| Sampdoria Genua  | 1:2 | Rimini Calcio    |
| 5. Spieltag      |     |                  |
| Atalanta Bergamo | 3:2 | Rimini Calcio    |
| CFC Genua        | 0:1 | SSC Neapel       |

### Gruppe 7
| Pl. | Verein          | Sp. | S | U | N | Tore    | Diff. | Punkte |
| --- | --------------- | --- | - | - | - | ------- | ----- | ------ |
| 1.  | Cagliari Calcio | 4   | 2 | 2 | 0 | 006:300 | +3    | 06     |
| 2.  | FC Varese       | 4   | 2 | 1 | 1 | 005:400 | +1    | 05     |
| 3.  | Ternana Calcio  | 4   | 1 | 2 | 1 | 001:100 | ±0    | 04     |
| 4.  | AS Rom          | 4   | 2 | 0 | 2 | 006:700 | −1    | 04     |
| 5.  | Ascoli Calcio   | 4   | 0 | 1 | 3 | 002:500 | −3    | 01     |

| 1. Spieltag     |     |                 |
| AS Rom          | 2:1 | Ascoli Calcio   |
| Ternana Calcio  | 0:0 | Cagliari Calcio |
| 2. Spieltag     |     |                 |
| Ascoli Calcio   | 1:1 | Cagliari Calcio |
| FC Varese       | 0:0 | Ternana Calcio  |
| 3. Spieltag     |     |                 |
| Cagliari Calcio | 2:1 | FC Varese       |
| Ternana Calcio  | 0:1 | AS Rom          |
| 4. Spieltag     |     |                 |
| Ascoli Calcio   | 0:1 | Ternana Calcio  |
| AS Rom          | 2:3 | FC Varese       |
| 5. Spieltag     |     |                 |
| Cagliari Calcio | 3:1 | AS Rom          |
| FC Varese       | 1:0 | Ascoli Calcio   |

## Viertelfinale
|                 | Gesamt          |               | Hinspiel | Rückspiel |
| --------------- | --------------- | ------------- | -------- | --------- |
| SSC Palermo     | 0:0 (5:4 i. E.) | Lazio Rom     | 0:0      | 0:0 n. V. |
| Cagliari Calcio | 2:3             | US Catanzaro  | 2:2      | 0:1       |
| Juventus Turin  | 3:2             | Inter Mailand | 3:1      | 0:1       |
| SSC Neapel      | 2:1             | AC Perugia    | 2:1      | 0:0       |

## Halbfinale
|              | Gesamt |                | Hinspiel | Rückspiel |
| ------------ | ------ | -------------- | -------- | --------- |
| US Catanzaro | 3:5    | Juventus Turin | 1:1      | 2:4       |
| SSC Palermo  | 2:1    | SSC Neapel     | 0:0      | 2:1       |

## Finale
| Juventus Turin                             | Juventus Turin | SSC Palermo | SSC Palermo |
| ------------------------------------------ | --- | --- | ----------- |
| Juventus Turin                             | \| Finale \| \| 20. Juni 1979 in Neapel (Stadio San Paolo) \| \| Ergebnis: 2:1 n. V. (1:1, 0:1) \| \| Zuschauer: 40.000 \| \| Schiedsrichter: Enzo Barbaresco \|                                                                                                  | \| Finale \| \| 20. Juni 1979 in Neapel (Stadio San Paolo) \| \| Ergebnis: 2:1 n. V. (1:1, 0:1) \| \| Zuschauer: 40.000 \| \| Schiedsrichter: Enzo Barbaresco \| | SSC Palermo |
| Juventus Turin                             | Dino Zoff – Claudio Gentile, Antonio Cabrini, Francesco Morini (50. Sergio Brio), Gaetano Scirea – Giuseppe Furino, Franco Causio, Marco Tardelli, Romeo Benetti – Pietro Paolo Virdis (50. Roberto Boninsegna), Roberto Bettega Cheftrainer: Giovanni Trapattoni | Lorenzo Frison – Filippo Citterio, Mauro Di Cicco, Fausto Silipo, Giovanni Gregorio – Francesco Brignani, Riccardo Maritozzi, Pasqualino Borsellino (75. Ignazio Arcoleo), Guido Magherini – Andrea Conte, Vito Chimenti (47. Carlo Osellame) Cheftrainer: Fernando Veneranda | SSC Palermo |
| Juventus Turin                             | 1:1 Sergio Brio (83.) 2:1 Franco Causio (117.) | 0:1 Vito Chimenti (1.) | SSC Palermo |
| Finale                                     | | |             |
| 20. Juni 1979 in Neapel (Stadio San Paolo) | | |             |
| Ergebnis: 2:1 n. V. (1:1, 0:1)             | | |             |
| Zuschauer: 40.000                          | | |             |
| Schiedsrichter: Enzo Barbaresco            | | |             |

## Siegermannschaft
| Juventus Turin | |
| Juventus Turin | - Tor: Dino Zoff (9 Spiele/0 Tore) - Abwehr: Sergio Brio (5/2); Antonio Cabrini (9/1); Antonello Cuccureddu (7/1); Claudio Gentile (7/0); Francesco Morini (5/0); Gaetano Scirea (9/0) - Mittelfeld: Romeo Benetti (9/1); Franco Causio (9/3); Pietro Fanna (6/0); Giuseppe Furino (9/0); Marco Tardelli (9/3); Vinicio Verza (3/0) - Angriff: Roberto Bettega (9/2); Roberto Boninsegna (1/0); Pietro Paolo Virdis (7/3) - Trainer: Giovanni Trapattoni |
| Quelle:        | |